# La Sierra
La Sierra è un comune della Colombia facente parte del dipartimento di Cauca.
Il centro abitato venne fondato da Cristobal Ceron nel XVII secolo, mentre l'istituzione del comune è dell'11 maggio 1915.